# Томилов, Виталий Георгиевич
Виталий Георгиевич Томилов (род. 6 апреля, 1936, Оренбург) — советский и российский энергетик, доктор технических наук, руководитель «Новосибирскэнерго» (1988—2001), заслуженный энергетик России (1996).

## Биография
Родился 6 апреля 1936 года в Оренбурге. В 1958 году окончил теплоэнергетический факультет Томского политехнического института (специальность — инженер-теплотехник).
Карьеру энергетика начал на Южно-Кузбасской ГРЭС. С 1958 (1959) по 1963 год — сотрудник объединения «Сибэнергомонтаж» (старший инженер, прораб, старший прораб). В 1963—1972 работал на Беловской ГРЭС дежурным инженером, заместителем начальника цеха, начальником цеха, заместителем главного инженера.
В 1972—1973 годах трудился в индийском городе Бокаро (главный специалист по монтажу теплового оборудования). В 1973—1978 годах был директором Новокемеровской ТЭЦ-4.
С августа 1978 года — главный инженер Новосибирской энергосистемы. В 1985 году назначен управляющим РЭУ «Новосибирскэнерго». С 1988 по 2001 год занимал должность генерального директора «Новосибирскэнерго».
Под руководством Томилова на ТЭЦ-5 была введена новая технология топливного сжигания с использованием высококонцентрированной водоугольной суспензии (ВВУС); при его участии также были разработаны насосы для применения низкопотенциального тепла в энергосистемах городов и других населённых пунктов.

## Награды
Ордена Трудового Красного Знамени (1986) и «Знак Почёта» (1988), отраслевые награды.